# Dallas Turner
Dallas Turner (geboren am 2. Februar 2003 in Fort Lauderdale, Florida) ist ein US-amerikanischer American-Football-Spieler auf der Position des Outside Linebackers. Er spielte College Football für die Alabama Crimson Tide und wurde in der ersten Runde des NFL Draft 2024 von den Minnesota Vikings ausgewählt.

## Frühe Jahre und College
Turner besuchte die American Heritage School in Plantation, Florida, sowie die St. Thomas Aquinas High School in Fort Lauderdale. Neben seinen Erfolgen als Footballspieler – er galt als einer der besten Highschoolspieler seines Bundesstaates – spielte er auch Basketball. Turner erhielt Stipendienangebote von zahlreichen namhaften College-Football-Teams und nahm am Under Armour All-America Game teil.
Ab 2021 ging Turner auf die University of Alabama, um College Football für die Alabama Crimson Tide zu spielen. Als Freshman kam er zunächst in den Special Teams zum Einsatz, konnte sich aber schnell für eine Rolle in der Defense empfehlen. In 15 Spielen war Turner dreimal Starter und verzeichnete 8,5 Sacks sowie 10 Tackles for Loss. Er zog mit Alabama in das Spiel um die nationale Meisterschaft, das College Football Playoff National Championship Game, ein. Dort unterlag man den Georgia Bulldogs. In der Saison 2022 verzeichnete Turner vier Sacks und acht Tackles for Loss.
In der Saison 2023 nahm Turner nach dem Abgang von Will Anderson in die NFL eine größere Rolle in der Defense der Crimson Tide ein. Er erzielte elf Sacks und 15,5 Tackles for Loss. Turner wurde als Defensive Player of the Year in der Southeastern Conference (SEC) ausgezeichnet und in deren All-Star-Team sowie zum Consensus All-American gewählt. Zudem war er Finalist bei der Wahl zum Chuck Bednarik Award sowie zur Lott Trophy. Im direkten Anschluss an die Niederlage der Alabama Crimson Tide im Halbfinale der Play-offs, dem Rose Bowl, in dem er einen Sack erzielt hatte, gab Turner seine Anmeldung für den NFL Draft 2024 bekannt.

## NFL
Turner wurde im NFL Draft 2024 in der ersten Runde an 17. Stelle von den Minnesota Vikings ausgewählt. In seiner ersten NFL-Saison nahm er eine Rolle als Ergänzungsspieler hinter Jonathan Greenard und Andrew Van Ginkel ein und verzeichnete dabei drei Sacks und eine Interception.

## NFL-Statistiken
| Saison                             | Saison | Spiele | Spiele      | Tackles | Tackles | Tackles | Tackles | Interceptions | Interceptions | Interceptions | Interceptions | Interceptions | Fumbles | Fumbles | Fumbles |
| Jahr                               | Team   | Spiele | als Starter | Gesamt  | Solo    | Ast     | Sacks   | PD            | INT           | Yds           | Lng           | TD            | FF      | FR      | TD      |
| ---------------------------------- | ------ | ------ | ----------- | ------- | ------- | ------- | ------- | ------------- | ------------- | ------------- | ------------- | ------------- | ------- | ------- | ------- |
| 2024                               | MIN    | 16     | 0           | 20      | 12      | 8       | 3,0     | 1             | 1             | 4             | 4             | 0             | 0       | 0       | 0       |
| Gesamt                             | Gesamt | 16     | 0           | 20      | 12      | 8       | 3,0     | 1             | 1             | 4             | 4             | 0             | 0       | 0       | 0       |
| Quelle: pro-football-reference.com |        |        |             |         |         |         |         |               |               |               |               |               |         |         |         |